# Parafia Ofiarowania Pańskiego w Warszawie
Parafia Ofiarowania Pańskiego w Warszawie – parafia rzymskokatolicka należąca do dekanatu ursynowskiego, archidiecezji warszawskiej, metropolii warszawskiej Kościoła katolickiego, utworzona w 1988.

## Historia
Parafia została erygowana w 1988 z części parafii św. Katarzyny na Służewie i parafii św. Apostołów Piotra i Pawła w Pyrach przez kardynała Józefa Glempa.
Kościół parafialny Ofiarowania Pańskiego konsekrowano w 2003.

## Duchowni w parafii[3]
- ks. prałat Edward Nowakowski, proboszcz (od 1995)
- ks. Marek Michalczyk, wikariusz (od 2019)
- ks. Michał Lubowicki, wikariusz (od 2022)
- ks. Jakub Pytlakowski, wikariusz (od 2023)
- ks. Artur Kaczyński, wikariusz (od 2023)
- ks. profesor Robert Skrzypczak (od 2010)